# Wodna Wieża w Pszczynie
Wodna Wieża w Pszczynie – dawna wieża ciśnień w Pszczynie przy ul. Kilińskiego zbudowana w latach 1927–1928, przebudowana w latach 2006–2010 i mieszcząca restauracje w stylu steampunk.

## Historia
Wieża została zbudowana w latach 1927–1928. Pszczyńska firma „Fundament” pod kierunkiem inżyniera Jana Gustawa Grycza, a zarazem właściciela firmy, wykonała roboty ziemne oraz konstrukcję żelbetonową. Prace murarskie i wykończenie wnętrza wykonała firmę Maksa Korbera z Pszczyny. Na parterze znalazła się łaźnia z 10 prysznicami, a nad nią pokoje z sześcioma wannami. Poniżej zbiornika o pojemności 300 metrów sześciennych znajdowało się mieszkanie dla dozorcy i urzędnika miejskiego. Po wojnie w wieży działały: fryzjer, kosmetyczka, centrum językowe, rozgłośnie radiowe.

## Restauracja Wodna Wieża
W 2006 roku wieżę kupił pszczyński biznesmen Karol Kania, wyremontował i postanowił umieścić w niej restaurację w stylu steampunk. Podczas przebudowy zdemontowano zbiornik, dodano jedną kondygnację, dobudowano klatkę schodową od strony południowej i windę. Autorką projektu była Agnieszka Sekta-Seredyńska. Kondygnacje mają powierzchnię 80 metrów kwadratowych.
Restauracja i pub Steampunk – Wodna Wieża oraz orientalna knajpka Shui Ta zostały otwarta 28 października 2010 roku. W 2018 roku restauracja została zamknięta.

### Nagrody
- trzy czapki przewodnika Gault&Millau[8]
- Grand Award – Trzy Widelce[9]
- nagroda specjalną w kategorii „Nowatorska strategia marketingowa” plebiscytu „Poland 100 Best Restaurants”[10].